# São Francisco de Itabapoana
São Francisco de Itabapoana là một đô thị thuộc bang Rio de Janeiro, Brasil. Đô thị này có diện tích 1111,335 km², dân số năm 2007 là 46900 người, mật độ 42,2 người/km².